# Saccopharynx berteli
Saccopharynx berteli es el nombre científico de una especie de pez abisal perteneciente al género Saccopharynx. Es una especie batipelágica que habita entre 0 y 1100 m de profundidad en el océano Atlántico. 